# Kolektyw (film)
Kolektyw (rum. Colectiv) – rumuński film dokumentalny z 2019 roku w reżyserii Alexandra Nanau. Opowiada o szeregu zaniedbań w rumuńskiej służbie zdrowia, które odkryto przy okazji hospitalizacji ofiar pożaru klubu nocnego Colectiv. Film miał premierę 4 września 2019 roku na 76. MFF w Wenecji.

## Fabuła
Film opowiada o wydarzeniach, które miały miejsce przez rok od pożaru w klubie nocnym Colectiv, który znajdował się w stolicy Rumunii, Bukareszcie. W wypadku zginęło 27 a 180 kolejnych zostało rannych, lecz niedługo po zdarzeniu do grona ofiar dołączyły kolejne osoby z poparzeniami, które z nielogicznych powodów traciły życie na skutek ran nieuznanych za potencjalnie śmiertelne. Śledztwo toczone na łamach dokumentu pokazuje prawdę na temat zaniedbań medycznych, które miały miejsce w rumuńskiej służbie zdrowia i obrazuje historię prowadzonego śledztwa.

## Odbiór

### Reakcja krytyków
Film spotkał się z bardzo dobrą reakcją krytyków. W agregatorze recenzji Rotten Tomatoes 99% z 134 recenzji uznano za pozytywne. Z kolei w agregatorze Metacritic średnia ważona ocen z 24 recenzji wyniosła 95 punktów na 100.

## Nagrody i nominacje
| Nagroda                                                    | Kategoria                                                                                      | Wynik     |
| ---------------------------------------------------------- | ---------------------------------------------------------------------------------------------- | --------- |
| Nagroda Akademii Filmowej (Oscary)                         | Najlepszy film międzynarodowy (Alexander Nanau)                                                | Nominacja |
| Nagroda Akademii Filmowej (Oscary)                         | Najlepszy pełnometrażowy film dokumentalny (Alexander Nanau, Bianca Oana)                      | Nominacja |
| Brytyjska Akademia Sztuk Filmowych i Telewizyjnych (BAFTA) | Najlepszy film dokumentalny (Alexander Nanau)                                                  | Nominacja |
| Critics’ Choice Television Awards                          | Najlepszy film zagraniczny                                                                     | Nominacja |
| Nagroda Satelita                                           | Najlepszy film dokumentalny                                                                    | Wygrana   |
| Independent Spirit Awards                                  | Najlepszy film dokumentalny (Alexander Nanau, Bernard Michaux, Bianca Oana, Hanka Kastelicová) | Nominacja |
| Europejska Nagroda Filmowa                                 | Najlepszy europejski film dokumentalny – Prix Arte (Alexander Nanau)                           | Wygrana   |
| Amerykańskie Stowarzyszenie Krytyków Filmowych             | Najlepszy film zagraniczny                                                                     | Wygrana   |
| Bostońskie Stowarzyszenie Krytyków Filmowych               | Najlepszy film dokumentalny                                                                    | Wygrana   |
| Internetowe Towarzystwo Krytyków Filmowych                 | Najlepszy film dokumentalny                                                                    | Nominacja |
| Internetowe Towarzystwo Krytyków Filmowych                 | Najlepszy film nieanglojęzyczny                                                                | Nominacja |
| Lux Prize                                                  | Nagroda LUX – Zdobywca (Alexander Nanau)                                                       | Wygrana   |
| Międzynarodowy Festiwal Filmowy w Valladolid               | Konkurs "Time of History" – Druga nagroda (Alexander Nanau)                                    | Wygrana   |
| National Board of Review                                   | 5 najlepszych filmów zagranicznych                                                             | Nominacja |
| Stowarzyszenie Krytyków Filmowych z Chicago                | Najlepszy film dokumentalny                                                                    | Nominacja |
| Stowarzyszenie Krytyków Filmowych z Chicago                | Najlepszy film zagraniczny                                                                     | Nominacja |
| Stowarzyszenie Krytyków Filmowych z San Francisco          | Najlepszy film dokumentalny                                                                    | Wygrana   |
| Stowarzyszenie Krytyków Filmowych z San Francisco          | Najlepszy film zagraniczny                                                                     | Nominacja |